# Hustisford (condado de Dodge, Wisconsin)
Hustisford es un pueblo ubicado en el condado de Dodge en el estado estadounidense de Wisconsin. En el Censo de 2010 tenía una población de 1.373 habitantes y una densidad poblacional de 15,22 personas por km².

## Geografía
Hustisford se encuentra ubicado en las coordenadas 43°19′6″N 88°35′45″O / 43.31833, -88.59583. Según la Oficina del Censo de los Estados Unidos, Hustisford tiene una superficie total de 90.24 km², de la cual 85.76 km² corresponden a tierra firme y (4.97%) 4.48 km² es agua.

## Demografía
Según el censo de 2010, había 1.373 personas residiendo en Hustisford. La densidad de población era de 15,22 hab./km². De los 1.373 habitantes, Hustisford estaba compuesto por el 98.91% blancos, el 0% eran afroamericanos, el 0.22% eran amerindios, el 0.07% eran asiáticos, el 0% eran isleños del Pacífico, el 0.22% eran de otras razas y el 0.58% pertenecían a dos o más razas. Del total de la población el 1.31% eran hispanos o latinos de cualquier raza.